# Miss Mary Ann

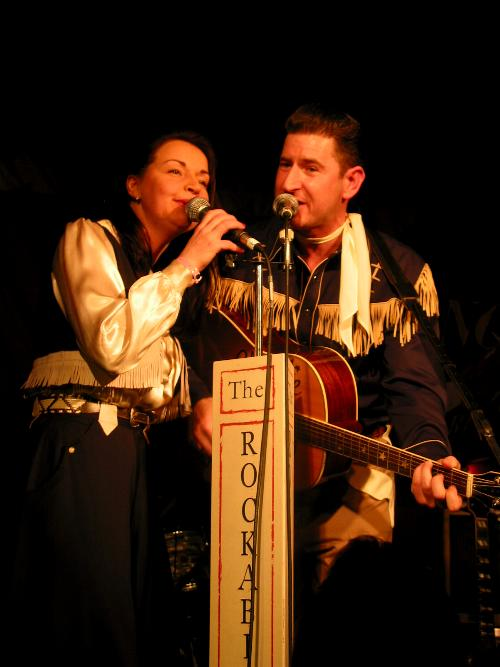
Miss Mary Ann zusammen mit Charlie Thompson 2006 auf der Rockabilly Rave

Miss Mary Ann (* in den Niederlanden) ist eine niederländische Rockabilly- und Country-Musikerin. Mary Ann ist international mit ihrer Band, den Ragtime Wranglers, sowie als Teil des Duos The Ranch Girls vertreten.

## Karriere
Miss Mary Ann spielte in den 1990er-Jahren in der Band The Greyhounds, bevor sie mit ihrer Freundin Caroline die Ranch Girls gründete. Zwei Jahre später kamen die Ragtime Wranglers hinzu, die die Ranch Girls und Mary Anns Soloauftritte begleiten sowie auch selbstständig aktiv sind.
Nachdem Miss Mary Ann acht Jahre lang als „Ranch Girl“ vor allem auf Tournee war, wandte sie sich Mitte 2001 ihrer Solokarriere zu. Seitdem tritt sie alleine sowie als Mitglied der Ranch Girls auf und spielte auf internationalen Festen wie dem Rockabilly Rave in Großbritannien, Hi Rockabilly in Spanien und Oneida's Rockin' Fifties Fest in Wisconsin, Vereinigte Staaten. Ihre Tourneen führten sie bereits in europäische Länder sowie sechsmal in die USA. 2006 erschien ihr zweites Album Rock It On Down To My House bei Sonic Rendevouz Records. Solo verfolgt Mary Ann eher Rockabilly, während die Ranch Girls vor allem Western Swing und Honky Tonk spielen.
Die Ragtime Wranglers spielten 2005 ihr erstes eigenes Album Groove a Tune ein und begleiteten bereits Rockabillystars wie Sid und Billy King, Hardrock Gunter, Curtis Gordon, die Collins Kids, Larry Donn, Marvin Rainwater, Frankie Miller, Jack Earls, Janis Martin und Barbara Pittman.
Zurzeit lebt Miss Mary Ann in London.

## Diskographie

### Singles und EPs
- 1998: Hang On Folks, Here We Go / Hey, Little Dreamboat / Flying Saucer Boogie
- 2007: Boogie Woogie Santa Claus / Thank You Santa Claus / Sleigh Ride
- 2019: Lover Please / Beau From Tupelo

### Alben
- 2000: Mad Mama
- 2006: Rock It On Down To My House
- 2009: Selections 1993-2008
- 2013: Danger Moved West